# Вороньки (Ніжинський район)
Вороньки́ — село в Україні, у Новобасанській сільській громаді Ніжинського району Чернігівській області. Розташоване на берегах річки Супій.

## Назва
За літописними джерелами XIII ст., назва походить від притоки річки Супій — Ворониця (нині не існує).

## Історія
Через Вороньки проходив один з чумацьких шляхів.

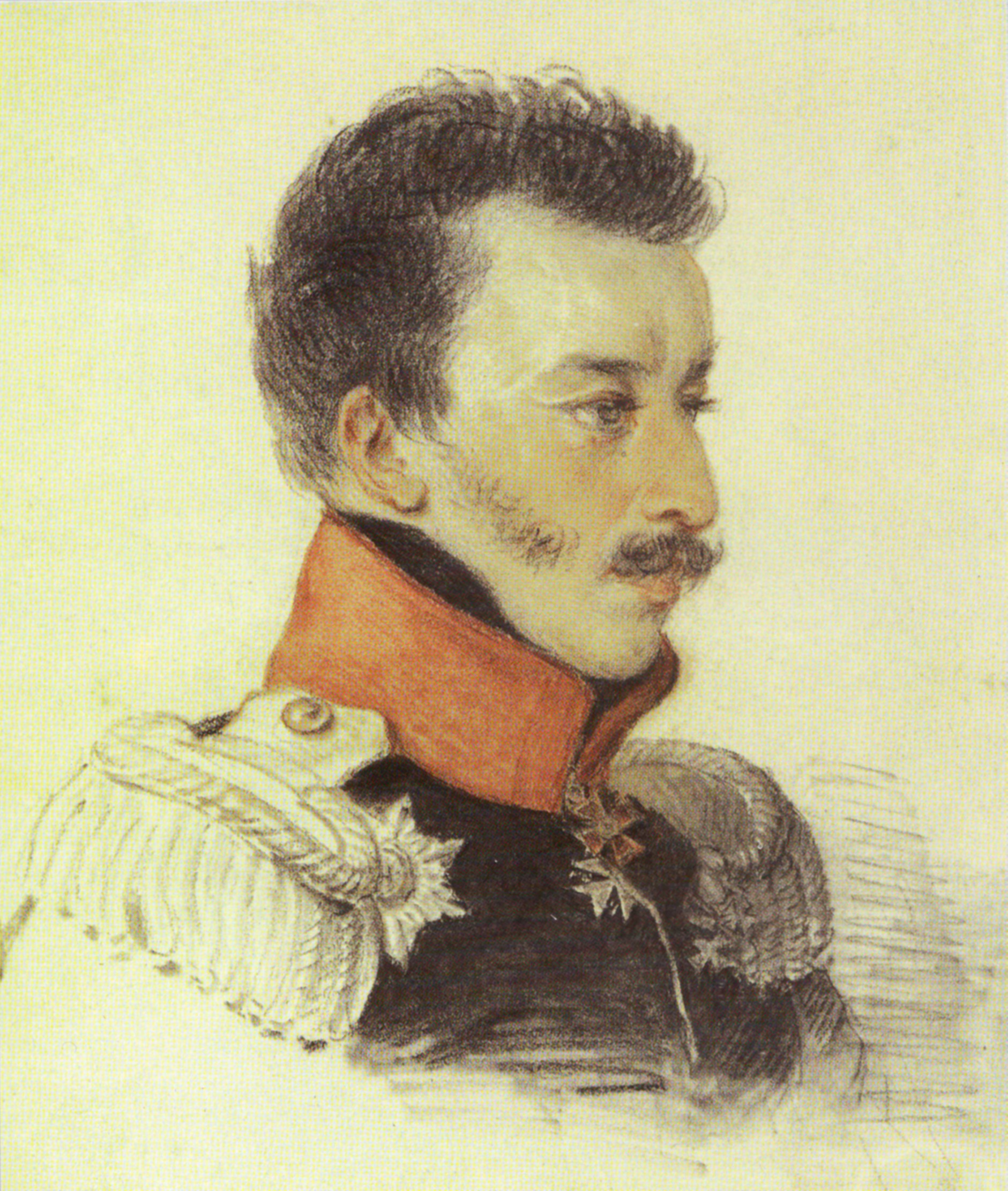
П. Ф. Соколов. Портрет Сергія Волконського

Після спустошення 1482 року місцевості кримськими татарами на чолі з Менглі Гіреєм залишилися лише окремі хутори. Ці землі ніхто не хотів брати ні за службу, ні в вислугу. Нарешті 1503 року великий князь Олександр Ягеллончик пожалував усю північну половину Переяславського повіту, що лежала по Трубежу й Супою, як вислугу своєму дворянину Дашку Івановичу. Його син — черкаський і канівський староста Остафій Дашкович — організував швидку колонізацію, зокрема власних переяславських «вислуг», у яких «на ґрунтах басанському й биковському» незабаром постали 2 містечка: Басань і Быков, а також 9 сіл: Старая Басань, Марковь, Юрковь, Павловъ, Максимовъ, Брегинцы, Кулажинь, Карпиловка й Воронковъ. Оскільки наближче село зі схожою назвою — Вороньків — є досить далеко від цієї місцевості, то, можливо, йдеться саме про Вороньки.
У 1655 році Переяславський полковник наказний Яким Сомко отримав від Богдана Хмельницького дозвіл на заснування у Вороньках слободи.
Населений пункт Wronka на річці Supoi позначено на «Спеціальному та докладному плані України…» де Боплана (1650) та на пізніших мапах.
У 50-х роках XVIII століття село Вороньки входило до складу Басанської сотні, Переяславського полку.
1782 року, після скасування окупаційної владою Російської імперії полкового устрою Гетьманщини, Вороньки отримав у володіння колишній козацький полковник, малоросійський губернатор А. С. Милорадович (справді володів селом Вороньки але в Городищенській сотні Лубенського полку). 
У Описі Київського намісництва 1787 року у д. Воронки Козелецького повіту мешкало 888 осіб козаків і володільців – графа Кирила Розумовського  і  полкового осавула Андрія Мандрики. 
Станом на 1790 рік у селі було зареєстровано 1781 парафіянина сільської церкви.
За списком наявних у Малоросійській губернії селищ 1799-1801 років село мало 832 податкові душі.
У 1850 році село купив Кочубей Аркадій Васильович і передав у власність своєму сину Миколі Аркадійовичу, представнику козацького роду Кочубеїв, який у 1858 році одружився з княжною Оленою Волконською.
1892 року - 548 дворів, 3123 жителя.
Станом на 1901 рік  в селі нараховувалось 3204 жителя. Вороньківська волость за часів правління теж Кочубеїв збільшиться, і на 1904 рік буде мати населення 10 861 чоловік. На території села буде існувати 3 училища, з них жіноче і чоловіче. Одне з училищ буде побудоване в 1903 році, нове кам’яне з кімнатами для вчителів на другому поверсі. 
Розквіту маєток набуде при останньому власнику Михайлу Миколайовичу Кочубею. Михайло Миколайович Кочубей увійде в історію як благодійник, культурний і політичний діяч, «попечитель» Козелецької земської лікарні, член Єпархіальної училищної ради від Козелецького повіту. Він побудує у своїх маєтках ряд шкіл.
Саме за його керування відбудеться економічне зростання села Вороньки Козелецького повіту. Про економічне зростання села Вороньки розказує нам прохання селян, про затвердження у селі щотижневих базарів і трьох ярмарок. На той час, ярмарки проводилися тільки у волосних поселеннях, у Новому Бикові, Новій Басані, Бобровиці, Кобижчі. 

У 1859 року учасники декабристського заколоту Волконський Сергій Григорович з дружиною, а з 1873 року — Поджіо Олександр Вікторович, оселилися у Вороньках, оскільки там жила дочка Волконських — Олена, що перебувала у шлюбі з М. Кочубеєм, власником Вороньків. Над їхніми могилами за проєктом О. Ягна споруджено церкву-усипальницю 

Свято-Іванівський храм (1905), зруйнований більшовиками

 (зруйнована окупаційною комуністичною владою).

### Голодомор
У 1924 році в селі Вороньки Кобижчанського району Ніжинського округу Чернігівської губернії проживало 4136 мешканців.
Село постраждало внаслідок геноциду українського народу 1932—1933, проведеного урядом СРСР. Зокрема, голодом убито 22 представники великої родини Гусак — від малолітніх дітей до старців. Усього, за даними Національної книги пам'яті жертв голодомору, у Вороньках загинули від терору голодом понад 300 людей — у рази більше, ніж у часи німецької окупації.

### Легенди про сільську річку
Річка Супій також таїть у собі багато таємниць. За однією з легенд, які зібрала місцевий краєзнавець, учениця Вороньківської школи Л. Дурейко, річка Супій у першій половині XVII ст. була судноплавною. На березі красуні-річки розкинулося одне поміщицьке помістя. У поміщицькій родині був тільки один син, який закохався в річку. Вода в річці була чиста й холодна, бо її живили підземні джерела. В теплі ночі хлопець залишався ночувати в човні. Так було й того разу. Вночі піднявся сильний вітер, човен відв'язався, і хвилі погнали його до середини річки. Там човен перекинувся, й річка широко розкрила свої обійми, навіки забравши хлопця у підводне царство. Убита горем мати задумала помститись річці і веліла своїм слугам, аби ті вовною забили джерела. Річку джерела більше не живили, і красуня-річка почала швидко міліти, заростати болотними рослинами.
Народна пам'ять пов'язує річку Супій із гетьманом Павлом Полуботком, який був найбагатшою людиною Лівобережної України. Сьогодні про скарби Полуботка складено багато легенд. Ось одна з них. Перед від'їздом до Петербурга гетьман наказав синові, щоб той переправив коштовності до одного з європейських банків. Син з козаками повантажив майно на «Чайки», що відпливли по річці Супій, яка була широкою і глибокою. Береги річки були порослі високими та пишними вербами. «Чайки» під схованкою дерев були малопомітні. Невідомо, яка трагедія трапилася на річці: чи перестрілка, чи інша біда, але човни затонули. Старожили розповідали, що довго в деякі дні було видно серед річки щогли. Можливо, то щогли козацьких човнів? Звідки ж пішла назва річки Супій? Як гадають краєзнавці, половці, які впродовж досить тривалого часу тривожили Русь, у 1155 році самі з'явилися для укладення миру і уклали його у верхів'ях Супою, де коні половців і руських послів мирно пили разом воду з річки.[неавторитетне джерело].

## Політика

### Парламентські вибори, 2019
На позачергових парламентських виборах 2019 року у селі функціонувала окрема виборча дільниця № 740059, розташована у приміщенні школи.
Результати
- зареєстровано 590 виборців, явка 71,53%, найбільше голосів віддано за «Слугу народу» — 51,56%, за Всеукраїнське об'єднання «Батьківщина» — 20,62%, за Радикальну партію Олега Ляшка — 9,35%[11]. В одномандатному окрузі найбільше голосів отримав Борис Приходько (самовисування) — 38,35%, за Сергія Коровченка (самовисування) — 19,66%, за Дмитра Пахомова (Слуга народу) — 16,99%[12].

## Цікаво

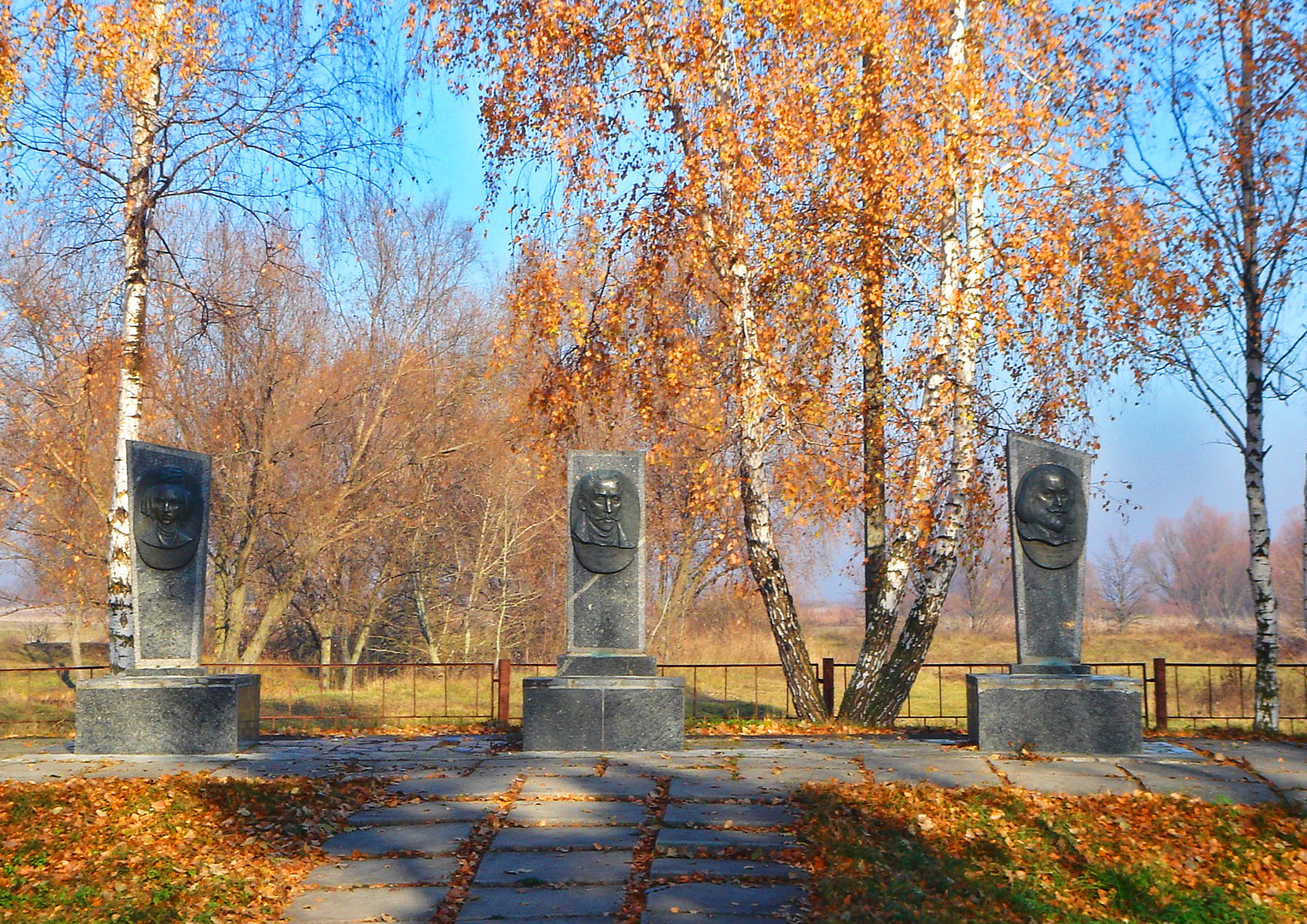
Меморіальний комплекс

1975 року за проєктом архітектора О. К. Стукалова на честь російських офіцерів — учасників декабристського заколоту 1825 року — в селі споруджено меморіальний комплекс.
Також відомо, що нащадок Волконських М. М. Кочубей мав велику бібліотеку, яка безслідно зникла під час Другої світової війни.

## Постаті
- Кочубей Михайло Миколайович (5 січня 1863, Вороньки (Бобровицький район, Чернігівської області) − 1935) — граф, провідник Козелецького повітового дворянства, український культурний діяч, драматург, власник села Вороньки.
- Хряпа Ігор Васильович (1980—2015) — старший солдат Збройних сил України, учасник російсько-української війни.

## Також
- Перелік населених пунктів, що постраждали від Голодомору 1932—1933 (Чернігівська область)